# So Random!
So Random! (¡Qué onda! en Hispanoamérica) es una comedia de sketches y un spin-off estadounidense de Disney Channel, se estrenó el 5 de junio de 2011 originalmente en Estados Unidos. Se anunció que sería una serie independiente, diferente a Sunny, entre estrellas, después de que Demi Lovato renunciara para centrarse en su música.La serie es protagonizada por el reparto principal de Sunny, entre estrellas, (exceptuando a Lovato), Tiffany Thornton, Sterling Knight, Brandon Mychal Smith, Doug Brochu y Allisyn Ashley Arm, así como otros actores destacados, que fueron recurrentes en Sunny, entre estrellas. El estreno en los Estados Unidos fue visto por más de 4.1 millones de espectadores. El primer episodio  ¡Qué Onda! (en América Latina) se transmitió por primera vez el 25 de septiembre de 2011 como un “pre-estreno”, y su estreno original fue el 5 de octubre de 2011y el estreno en España fue el 30 de septiembre de 2011.
El 2 de mayo de 2012, Tiffany Thornton, anunció que la serie había sido cancelada,debido a los bajos índices de audiencia de los últimos episodios estrenados. Con muchas críticas negativas, la ausencia de Demi Lovato en la serie (siendo protagonista principal en la serie antecesora Sunny entre estrellas) influyó en la decisión de solo hacer tres temporadas de la serie original. En este sentido, en Latinoamérica solo se emitieron 22 de los 26 episodios de la serie hasta el 29 de septiembre de 2012, y hubo posibilidades de que no fueran emitidos los episodios faltantes debido a falta de horario, que incluyen los de Mitchel Musso y Tony Hawk, lo que indica que estos episodios sufrieron un retraso en cuanto a su emisión en Latinoamérica, ya que los episodios "Mitchell Musso" y "Tony Hawk", fueron los únicos episodios en no haber sido estrenados en Latinoamérica en 2012, debido a que estos tardaron más de un año en estrenarse en Disney Channel Latinoamérica, pero los cuatro episodios restantes por emitir fueron estrenados en la semana del 10 al 13 de diciembre de 2012, dando por terminada la emisión de la serie en Latinoamérica.

## Concepto y producción

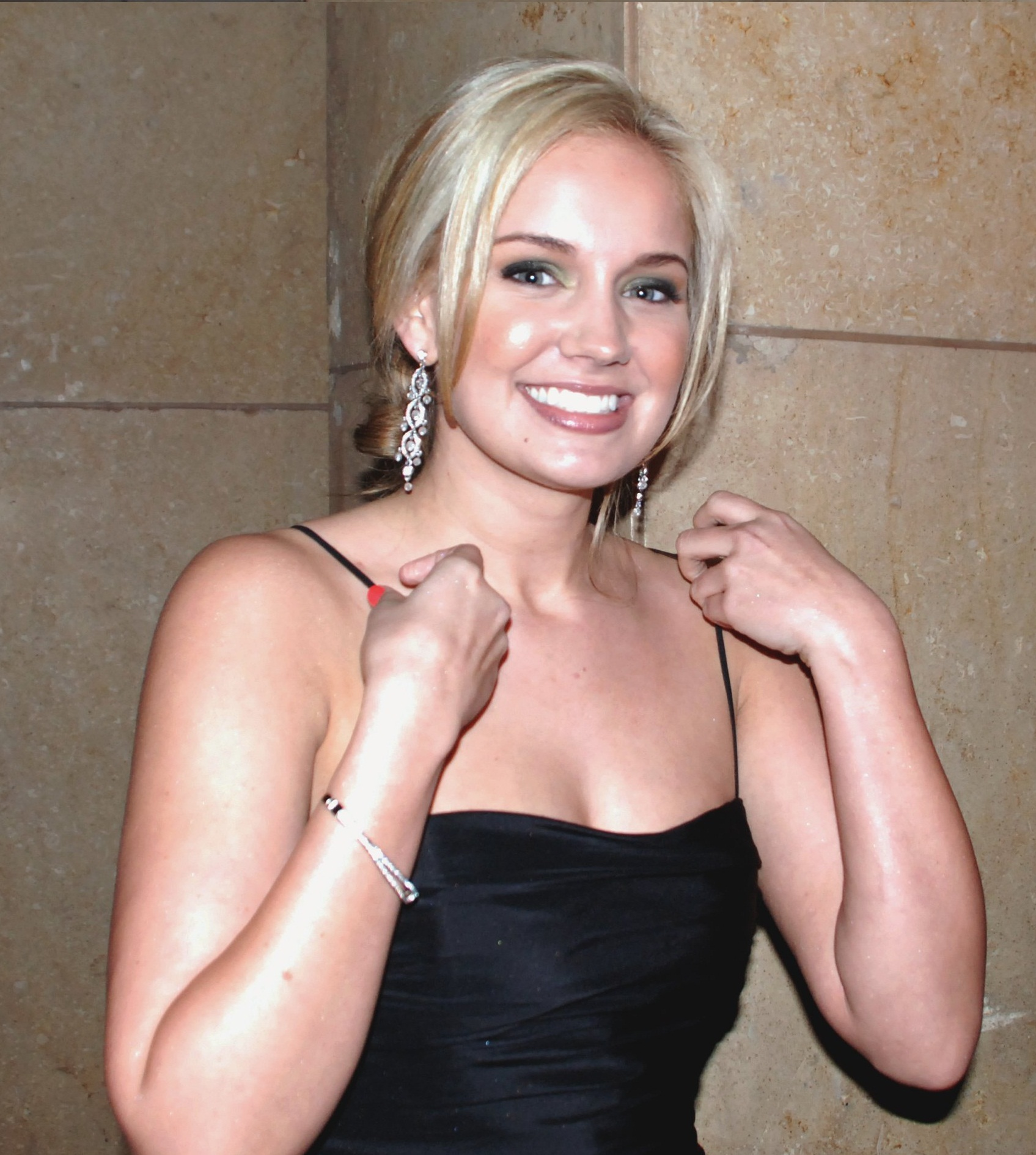
Tiffany Thornton, quien interpreta a Tawni Hart.

En Sunny entre estrellas, Demi Lovato interpretaba al personaje principal, Sunny Munroe, un nuevo miembro del elenco de la serie de comedia So Random!, donde se presentaba el formato de "show dentro del show". La serie narraba las experiencias de Sunny, y el resto del elenco. En los episodios especiales de Navidad y Halloween, Sunny, entre estrellas solo se basaba en su show "So Random!", presentándolo como una serie aparte. En octubre de 2010, Lovato se sometió a tratamientos para superar problemas físicos y emocionales y en abril de 2011 confirmó que no estaría en Sunny, entre estrellas para su tercera temporada. Ella señaló que regresar a actuar inmediatamente no sería saludable para su recuperación.
Tras la renuncia de Lovato, fue presentado como propia serie que se centra más en los sketches cómicos de Sunny, entre estrellas. La filmación de la temporada comenzó el 30 de enero de 2011 y terminó en septiembre de 2011.Cada episodio cuenta con sketches de comedia, así como una interpretación en vivo de un invitado especial. Originalmente destinado a ser la tercera temporada de Sunny, entre estrellas, Disney empezó a describir el programa como una serie propia, aparte de Sunny, entre estrellas, después de la renuncia confirmada de Lovato.Cada episodio normalmente consta de cinco o seis bocetos. Aunque está formateado como una serie de comedias, ¡So Random! conserva el estilo de universo ficticio de la comedia de situación de la que se separó, con los miembros principales del elenco interpretando los personajes que originaron en Sonny with a Chance, además de interpretar a los personajes que aparecen en cada uno de los bocetos. Tal referencia a Sonny with a Chance se hizo cuando Grady siguió presionando el botón de aplausos mientras intentaba abrir un frasco de pepinillos, y Zora sale del escenario para decirle que se detenga. Ella le pregunta qué está haciendo, y él le dice que siempre tiene un pepinillo antes del espectáculo y que no puede abrir el frasco. Zora abre el tarro sin dificultad, horrorizando a Grady. Sin embargo, el episodio "Miss Piggy" sería el primer y único episodio en presentar escenas detrás del escenario donde Grady, Zora y otros miembros del elenco visitan a Miss Piggy en su camerino.
Cada episodio suele ser escrito por dos escritores (mientras que los segmentos de apertura y los bocetos en una serie de comedia tradicional se escriben por un equipo de hasta doce escritores).

## Reparto

### Principales
A excepción de Lovato, el reparto principal, es idéntico al de su serie Sunny, entre estrellas.
- Tiffany Thornton como Tawni Hart, a quien le gusta ser el centro de atención.
- Sterling Knight como Chad Dylan Cooper. En Sunny, entre estrellas es un egoísta y egocéntrico miembro de Mackenzie Falls, pero ahora se unió al programa.
- Brandon Mychal Smith como Nico Harris, el hablador del grupo. Él y Grady son mejores amigos.
- Doug Brochu como Grady Mitchell, el crédulo chistoso. Él y Nico son mejores amigos.
- Allisyn Ashley Arm como Zora Lancaster, la chica extraña.

### Recurrentes
- Matthew Scott Montgomery[10] como Matthew Bailey.
- Shayne Topp[10] como Shayne Zabo.
- Damien Haas[10] como Damien Johanssen.
- Grace Bannon[10] como Grace Wetzel.
- Bridgett Shergalis[10] como Bridget Cook.
- Audrey Whitby[10] como Audrey Vale.
- Coco Jones[10]

## Episodios
| Episodios | Emisión original                                                     | Emisión original                                                 |
| Episodios | Primera emisión                                                      | Última emisión                                                   |
| --------- | -------------------------------------------------------------------- | ---------------------------------------------------------------- |
| 26        | 5 de junio de 2011 25 de septiembre de 2011 30 de septiembre de 2011 | 25 de marzo de 2012 13 de diciembre de 2012 10 de agosto de 2013 |

## Crítica
El lanzamiento de la serie recibió críticas mixtas a positivas generalmente. Actualmente la serie tiene un índice de audiencia no “mediocre” o no “promedio” de 5.7/10 en TV.com,y de 4.4/10 en IMDb.com.
Common Sense Media dio 5/5 estrellas a la serie, el consenso fue: “Esta comedia de sketches es una excelente opción para las familias. Familiar y amigable”.
La tercera de Argentina nombró a So Random! como un “programa cómico definido como una suerte de Saturday Night Live para adolescentes”.
LaGuiaTV.com de España elogió la serie destacando las “grandes dosis de humor, aventuras y las mejores estrellas invitadas”.

## Estrella invitadas
- Cody Simpson, interpretando "All Day"
- Greyson Chance, interpretando "Waiting Outside the Lines"
- Selena Gomez & the Scene, interpretando "Who Says"
- Jacob Latimore, interpretando "Like 'Em All"
- Mindless Behavior, interpretando "My Girl"
- Colbie Caillat, interpretando "Brighter Than the Sun"[15]
- Kicking Daisies, interpretando "Keeping Secrets"
- Dave Days, interpretando "What Does it Take"[16][17]
- Hot Chelle Rae, interpretando "Tonight Tonight"[18]
- Iyaz and Mann, performing "Pretty Girls"
- Lemonade Mouth, interpretando "Determinate"[19][19]
- Pia Toscano, interpretando "This Time"[20][21]
- Justin Bieber, interpretando "Mistletoe"[22][23]
- Christina Grimmie, interpretando "Advice"
- Andy Grammer, interpretando "Keep Your Head Up"
- The Ready Set, interpretando "Young Forever"
- China Anne McClain, interpretando "Unstoppable"
- New Boyz, interpretando "Meet My Mom"
- Shane Harper, interpretando "One Step Closer"
- Destinee & Paris interpretando, "True Love"
- Far East Movement interpretando, "Rocketeer"

### Partícipes (en un sketch/sketches)
- Tony Hawk, interpretando en Lunch Lady Selects.
- Eric Jacobson interpretando a Miss Piggy Participa en sketches.
- Chelsea Kane, Participa en the Nolan Knows It Best, Dance fever, and Super-Sized Sunglass Sass-Off sketches.
- Leigh-Allyn Baker y Mia Talerico, participan en sketches.[20][21]
- Dylan y Cole Sprouse y Debby Ryan, participan en sketches.

### Los artistas intérpretes y participantes
- Bridgit Mendler y Adam Hicks, participan en sketches.
- Mitchel Musso, interpretando "Get Away", y participa en un sketch.
- Far East Movement y Miguel, interpretando "Rocketeer", y participa en un sketche.
- China Anne McClain, interpretando "Unstoppable", y participa en sketches.
- Coco Jones, interpretando "Stand Up", y participa en sketches.

Nota: Coco Jones apareció originalmente como estrella invitada en el show. Ella ha sido miembro del elenco recurrente desde su segunda aparición en el show.

## Sketches recurrentes
- Angus: supermodelo de Down Under: un modelo de Shin australiano que entra en los espacios personales de las personas.
- Braggy Benson: un segmento sobre un niño que se jacta de que algo malo le está sucediendo.

- Tienda de helados Chilly Slab - Chilly Slab Ice-Cream Shop es la heladería que se celebra cada vez que un cliente deja una propina.

- Perdido y Encontrado de Crazy Carson: Carson hace anuncios sobre todo lo que es gratis en los objetos perdidos.

- Dr. Goldstein: un segmento sobre un dentista.

- Harry Potter en el mundo real: después de salvar el mundo muchas veces (pero también afirma que es porque se quedaron sin películas), Harry Potter se enfrenta a los desafíos del mundo real al tratar de conseguir un trabajo y lograr hechizos mágicos que no funciona.

- M.C. Gramática: un rapero que rima corrige gramaticalmente a las personas mientras golpea. Él es una parodia de MC Hammer.

- Nolan - Una mano de habla francesa que da consejos.
- Puppy Playdate: Victoria y Lyla van a una cita con sus perros y las conversaciones terminan insultando a otras personas.

- Rufus: Kid with Excuses - Un chico llamado Rufus tiende a inventarse diferentes excusas para evadir meterse en problemas, para disgusto de la directora Zaniya y la maestra Joanne. Algunas de estas excusas terminan siendo ciertas.

- Criado por Beavers - Beavers crio a una niña de dientes de conejo llamada Becky e intenta ocultar el hecho a cualquier persona con la que se encuentre.

- Sally Jensen: Kid Lawyer - Sally Jensen ayuda a un niño diferente cuando se trata de cualquier acto ilícito que alguien haya hecho con ellos.

- Simple Country Boy: un chico de campo sin historia de fondo sabe cómo manejar cualquier tipo de situación.

- Posiblemente Sarcastic Skip - Un niño que es malentendido por las personas por su sarcasmo.

- Así que los lugares inapropiados de Random para una Flash Mob: este segmento muestra los lugares inapropiados para que las personas comiencen una Flash Mob.

- ¡Que Onda! Storybook Remix - Un segmento que detalla versiones remezcladas de historias clásicas.

- Tantrum Girl - Una niña llamada Tantrum Girl tiende a perder los estribos en cosas específicas cuando habla de otra cosa.

- Maestros, no intenten ser geniales: un maestro llamado Sr. Goodman trata de encajar con sus alumnos y actúa como si no siguiera las reglas. Esto usualmente lo lastima.

- Teen Rage - Three Teenagers creó una banda llamada Teen Rage against Parents and Teachers.

- Los hermanos Anime: Scott y Elliot Kravitz (ambos disfrazados de parodias de Goku y Naruto Uzumaki) y están obsesionados con los dibujos animados de Anime y actúan como si estuvieran en los dibujos animados.

- Los cantantes de Back Up - Una chica nerdy llamada Janice tiene dos cantantes de respaldo que la ayudan a pasar la vida con su madre contratándolos para un regalo de regreso a la escuela. Los Back Up Singers solían trabajar para J. Lo.

- Voy a casarme con Zach Feldman Show - Julia Peters es una chica que dirige un programa web sobre Zach Feldman con el que está obsesionada, para su disgusto.

- Los hermanos Platowski: Dwayne y Calvin Platowski cantan sobre la rivalidad entre hermanos y lo mucho que se odian.

- Las verdaderas princesas de Nueva Jersey: tres princesas engreídas y de Nueva Jersey vuelven a vivir los cuentos de hadas en la actualidad.

- The Coolest Kid In School - The Coolest Kid In School spoofs Los anuncios de El hombre más interesante del mundo.

- The Sparrow Family - Este boceto detalla con una familia de gorriones, uno de ellos es una versión de gorrión de Jack Sparrow.

- Volde-Mart: este segmento trata con una tienda que es propiedad de lord Voldemort.

- Wheel Of Fortune: Pat Sajak trata de alojar versiones especiales de Wheel Of Fortune, pero los invitados nunca pasan la ronda porque están demasiado distraídos.

- Zombie Man: Andy es amigo de un zombi llamado Zombie Man que tiende a comer a los que están cerca de él.

## Música
- So Random! - Brandon Mychal Smith
- "Calcetines con Sandalias" (en América Latina) por Footy Scent - Doug Brochu con Brandon Mychal Smith
- "Lecciones de Gramática" (en España) y "Educados por la Gramática" (en América Latina) por M.C Grammar - Brandon Mychal Smith con Tiffany Thornton, Shayne Topp y Sterling Knight
- "Rap Chicas con Brakets" (en América Latina) por Chicas con brakets presentando a Dentiana - Allisyn Ashley Arm y Grace Bannon con Brandon Mychal Smith y Damien Hass con la voz de Audrey Whitby
- "Ketchup on Everything" por Tomatow Sue y Posse[24]  - Allisyn Ashley Arm, con Brandon Mychal Smith y Doug Brochu
- "Candy Pants Rap" por Footy Scent con Hush Puppy - Doug Brochu con Brandon Mychal Smith